# Сімода Асамі
Асамі Сімода (яп. 下田 麻美, нар. 30 січня 1986; префектура Тотторі) — японська співачка та сейю. 

## Ролі

### Аніме
2008
- Kyō no Go no Ni — Чіка Коідзумі

2009
- Black Butler — Джім
- Tayutama: Kiss on my Deity — Амері Каваі

2010
- B Gata H Kei — Чіка Ямада
- Seitokai Yakuindomo — Котомі Цуда

2011
- IS (Infinite Stratos) — Фан Лінгін
- Nekogami Yaoyorozu — Хасумі Сірасакі
- The IDOLM@STER — Амі Футамі та Мамі Футамі

2012
- Cardfight!! Vanguard: Asia Circuit Hen — Лі Сеніон
- Good Luck Girl! — Рьота Цувабукі
- Oniai — Харуомі Джінбей Саватарі

2013
- Cuticle Tantei Inaba — Йота Сасакі
- IS (Infinite Stratos)  2 — Фан Лінгін
- Ro-Kyu-Bu! SS — Нана Йоцуя
- Shingeki no Kyojin — Нанаба

### OVA
2008
- The Idolmaster Live For You! — Амі Футамі та Мамі Футамі

2009
- Aika Zero

### Фільми
- Book Girl — Курара Морі

### Ігри
- Black Rock Shooter The Game — Нафе
- Do-Don-Pachi SaiDaiOuJou — оператор
- Killer Is Dead — Аліса
- Rusty Hearts — Мейлін Чен
- Arknights — Vigna, Lancet-2

## Кар'єра співачки

### Альбоми
- 22.12.2010: Dreams
- 27.2.2012: Fan appreciation CD link

### Сингли
- 27.6.2012: Awake

- Asami Shimoda at Anime News Network's Encyclopedia [Архівовано 6 січня 2014 у Wayback Machine.]